# ワシントン・フリーダム
ワシントン・フリーダム（英: Washington Freedom）は、メジャーリーグクリケット（MLC）所属のクリケットチーム。本拠地はアメリカ合衆国のワシントンD.C.。

## 概要
2023年に創立。チームはバージニア州のジョージ・メイソン大学を本拠地とする予定である。建設予定のスタジアムは2025年の夏に完成し、クリケットと野球の両方の試合を開催し、収容人数が最大12,000人になると見込まれる。開幕シーズンとなる2023年は3勝2敗で3位。

## 成績

### MLC
- 2023年 - 3位